# Pseudophryotrocha serrata
Pseudophryotrocha serrata är en ringmaskart som beskrevs av Hilbig och Blake 1991. Pseudophryotrocha serrata ingår i släktet Pseudophryotrocha och familjen Dorvilleidae. Inga underarter finns listade i Catalogue of Life.